# Gottlob Ernst Josias Friedrich von Stein
Gottlob Ernst Josias Friedrich Freiherr von Stein (geb. 15. März 1735 in Regensburg; gest. 27. Dezember 1793 in Weimar) war ein sachsen-weimarischer Oberstallmeister.

Josias von Stein im Gefolge der Herzogin Anna Amalia, gemalt von Johann Friedrich Löber

## Leben
Er war seit 1764 Ehemann von Charlotte von Stein. Sein Vater war Friedrich Christian Ludwig von Stein (gest. 1739 in Regensburg). Er ist Mitglied der Familie Stein zu Lausnitz. Er studierte zunächst in Jena. Außerdem war er Hofjunker beziehungsweise Kammerherr in Weimar. Er war Besitzer des Gutes Kochberg. In Weimar wohnte er bis 1777 im Gebäude der Landschaftskasse in der Kleinen Teichgasse 8. und seit 1777 im Haus der Frau von Stein. Sein Mitbewohner war Otto Joachim Moritz von Wedel mit seiner Familie. Stein wurde im Kreis um Goethe durchaus geschätzt, obwohl Stein auf Goethe eine gewisse Eifersucht gehegt haben dürfte. Er litt jahrzehntelang an Kopfschmerzen, Depressionen, die von einem Knochensplitter im Schädel herrührten, der vielleicht eine Folge eines Sturzes vom Pferd entstand. Das wiederum stellte ein Arzt fest, der seinen Schädel öffnete. Trotzdem versah er getreulich seinen Dienst. Im Blick auf Charlotte von Stein wird er oft etwas abfällig bewertet. Der Historiker Jan Ballweg hatte mit seiner Monographie zu Josias von Stein die notwendige Korrektur hierzu vorgenommen. In seiner Eigenschaft als Oberstallmeister war er zuständig für den herzoglichen Wagenpark und den Marstall unter Anna Amalia und seit 1774 Carl August, den er oft auf seinen Reisen begleitete. Das Gut Kochberg übernahm nach dessen Tod Gottlob Carl Wilhelm Friedrich von Stein. Einem Tagebucheintrag der Charlotte von Stein vom 18. Februar 1794 zufolge starb er nach einem wiederholten Schlaganfall. Er war weniger auf die schöngeistigen Dinge veranlagt als vielmehr eine pragmatisch veranlagte Person. Letzteres ist bei seinem Amt als Oberstallmeister und zugleich seiner Eigenschaft als Gutsherr sehr gut verständlich.
Im Schloss Kochberg gibt es ein Porträt des Josias von Stein vom Hofmaler Johann Ernst Heinsius links neben der Ausgangstür. Um 1780 entstand eine Silhouette von ihm zu Pferde ohne Reitpeitsche. Wer diesen Schattenriss angefertigt hatte, ist leider unbekannt. Ein weiterer entstand etwa gleichzeitig mit Josias von Stein zu Pferde mit Reitpeitsche.

## Kinder
- Gottlob Carl Wilhelm Friedrich von Stein (* 8. März 1765 in Weimar; † 4. März 1837 in Kochberg), Herr auf Kochberg, 1786–1796 mecklenburgisch-schwerinischer Kammerjunker und späterer Kammerherr.
- Gottlob Ernst von Stein (* 30. September 1767 in Kochberg; † 14. Juni 1787 in Wildenthal), Jagdpage am Hof in Weimar.
- Gottlob Friedrich (Fritz) Konstantin von Stein (* 26. Oktober 1772 in Weimar; † 3. Juli 1844 in Breslau), Protegé Goethes, Jurist, 1789 sachsen-weimarischer Hofjunker, Kammerassessor, seit 12. Januar 1789 Student in Jena, 1793 Besuch der Handelsakademie von Johann Georg Büsch in Hamburg, 1794 Kammerjunker, 1798 preußischer Kriegs- und Domänenrat in Breslau, 1810 Generallandschaftsrepräsentant.

Anzumerken ist, dass Josias von Stein neben diesen Söhnen auch vier Töchter hatte und frühzeitig verlor.
Nichte
- Amalie von Helvig, geb. von Imhoff